# Baizuo
Baizuo (/pǎi.ʦwò/; 白左 báizuǒ, lett. "sinistra bianca") è un neologismo cinese usato per riferirsi alla sinistra occidentale, bianca o europea e americana, lontana dalla sinistra storica e cinese,
e per coloro che sostengono in maniera ipocrita l'uguaglianza razziale, l'immigrazione, l'uguaglianza del corpo,  LGBT, il femminismo fino al benessere degli animali, l'ambientalismo,  il vegetarianismo.

## Definizione
Il termine baizuo compare per la prima volta in un articolo pubblicato nel 2010 su Renren intitolato La falsa moralità della sinistra bianca occidentale e gli scienziati patriottici cinesi (西方白左和中国爱国科学家的伪道德). Non si conoscono ulteriori utilizzi della parola fino al 2013, e solo comparse sporadiche tra il 2013 e il 2015.  Il termine ha iniziato a diffondersi nell'internet di lingua cinese agli inizi del 2016 sul MIT BBS, un sito utilizzato da molti cinesi negli Stati Uniti, durante le elezioni presidenziali americane del 2016. In questo contesto baizuo veniva utilizzato per criticare la politica del Partito Democratico nei confronti delle minoranze, ritenuta troppo sbilanciata a favore di neri e messicani, e a sfavore degli asiatici.
In oltre 400 commenti inviati dal 2015 al 2017 sul sito cinese di domande e risposte Zhihu, il termine viene definito come un riferimento a persone ipocritamente "ossessionate dalla correttezza politica" per "soddisfare il proprio senso di superiorità morale" spinte da una visione eurocentrica "ignorante ed arrogante" che "provano pietà per il resto del mondo e si sentono dei salvatori". Un altro termine simile utilizzato è shèngmǔ (圣母, 聖母, letteralmente "santa madre", che indicava originariamente la madre dell'imperatore), per indicare sarcasticamente persone le cui opinioni politiche sono guidate dall'emotività e amano mostrarsi empatiche e altruiste.
Dopo le elezioni presidenziali americane del 2016 questo termine ha iniziato ad essere usato più diffusamente anche sui social media occidentali, ad esempio per descrivere il comportamento di Angela Merkel nella crisi europea dei migranti, o in riferimento a come i media liberal occidentali hanno parlato degli attacchi ai musulmani cinesi nella regione dello Xinjiang. Nel 2017 il termine inizia ad essere utilizzato anche nell'ambito della lingua inglese, con una sua definizione inserita sullo Urban Dictionary.